# Tutufa (Tutufa) bubo
Tutufa (Tutufa) bubo is een slakkensoort uit de familie Bursidae. De wetenschappelijke naam is gepubliceerd in 1758 door Linnaeus in de tiende editie van Systema naturae.